# Partyzancka Dywizja Atamana Annienkowa
Partyzancka Dywizja Atamana Annienkowa (ros. Партизанская дивизия атамана Анненкова) – jednostka wojskowa białych Rosjan podczas wojny domowej w Rosji.

## Geneza
Podczas I wojny światowej Borys W. Annienkow służył w 4 syberyjskim kozackim pułku kawalerii, zaś od 1915 r. dowodził partyzanckim oddziałem kawaleryjskim w składzie syberyjskiej brygady kawalerii 1 Armii, działającym na tyłach przeciwnika. W okresie rewolucji bolszewickiej w październiku 1917 r. przebywał on na obszarze Białorusi. Dowództwo bolszewickie rozkazało B. W. Annienkowowi przybyć do Omska na Syberii w celu rozformowania swojego oddziału. W grudniu tego roku przyjechał wraz z podkomendnymi do Omska, gdzie wówczas zebrało się 8 innych kozackich pułków kawalerii. Jednakże zbuntował się przeciwko rozkazowi bolszewickiemu, po czym od pocz. stycznia 1918 r. rozpoczął działania partyzanckie przeciw bolszewikom, stając się jednym z najaktywniejszych i najbardziej zdyscyplinowanych oddziałów antybolszewickich na Syberii. Oddział liczył wówczas ok. 200 żołnierzy. Od poł. maja 1918 r. działał wraz z siłami Korpusu Czechosłowackiego, osiągając liczebność ok. 1 tys. Kozaków. Na pocz. czerwca tego roku wraz z Czechami zajął Omsk.

## Walki na Syberii
W październiku 1918 r. rozkazem Tymczasowego Rządu Syberyjskiego annienkowcy zostali przeorganizowani w Partyzancką Dywizję Atamana Annienkowa, wchodzącą w skład II Korpusu Stepowego Armii Syberyjskiej. Jednakże oddział zachował samodzielność, czasami nie wypełniając nawet rozkazów naczelnego dowództwa. Po zajęciu Uralska i Troicka ataman B. W. Annienkow, awansowany do stopnia pułkownika, sformował cztery nowe pułki kozackie, dywizjon artylerii i szereg pododdziałów pomocniczych. W swoich oddziałach utrzymywał on szczególny rodzaj wojskowej demokracji. Oficerem mógł zostać każdy żołnierz, ale po przejściu wszystkich wcześniejszych stopni, poczynając od szeregowego. Żołnierze zwracali się do siebie słowem brat. Sam dowódca nie uprawiał gier hazardowych, jak gra w kości, czy karty, nie palił papierosów, ani nie romansował. Nie miał swojego sztabu i oddziału przybocznego. Na fladze dywizji znajdowała się dewiza С нами Бог i czaszka z 2 skrzyżowanymi kośćmi. Wśród żołnierzy panowała żelazna dyscyplina wojskowa, nad której przestrzeganiem czuwał wojenny sąd polowy. 15 października rozkazem głównodowodzącego adm. Aleksandra W. Kołczaka ataman B. W. Annienkow został odznaczony Orderem Św. Jerzego 4 klasy i jednocześnie awansowany do stopnia generała majora. Jego oddziały uczestniczyły w tym okresie w ekspedycjach karnych do miejscowości ogarniętych powstaniami bolszewickimi.

## Walki w Kazachstanie
Na pocz. grudnia 1918 r. brały udział w opanowaniu południowo-wschodniej części Kazachstanu. Wkrótce ataman został mianowany dowódcą Samodzielnej Armii Siemirieczeńskiej, której główną siłą stała się jego dywizja. Jej zadaniem była oswobodzenie od bolszewików obszarów lepsinskiego i kopalskiego okręgów. W zajętych wsiach ogłaszał rozkazy mówiące o sprawiedliwym traktowaniu wszystkich miejscowych ludzi. Wielu branych do niewoli bolszewików brał do służby w swoich oddziałach, co prowadziło do licznych dezercji w wojskach bolszewickich. Latem 1919 r. Biali na całym Froncie Wschodnim zostali zmuszeni do odwrotu, co odbiło się na położeniu Samodzielnej Armii Siemirieczeńskiej. Pod koniec 1919 r. jej sytuacja zaczęła się drastycznie pogarszać. 10 grudnia bolszewicy zdobyli główny punkt białych miasto Semipałatyńsk. Ataman B. W. Annienkow próbował organizować obronę, ale bezskutecznie. 29 lutego 1920 r. dowództwo bolszewickie przekazało mu ultamitum, aby jego oddziały zdały broń i poddały się, ale zostało ono odrzucone. Do końca kwietnia tego roku wojska bolszewickie odzyskały całość Siedmiorzecza. Resztki Samodzielnej Armii Siemirieczeńskiej przeszły Bramę Dżungarską, łączącą Siedmiorzecze z chińską prowincją Sinciang, ześrodkowując się tuż przy granicy. Ataman B. W. Annienkow prowadził rozmowy z władzami prowincji o możliwości przejścia jego wojsk do Chin. Uzyskał zgodę, ale pod warunkiem rozbrojenia oddziałów. Jedynie oficerowie mogli zachować krótką broń.

## Epilog
W nocy 28/29 kwietnia 1920 r. przekroczono granicę. Resztki Partyzanckiej Dywizji Atamana Annienkowa w liczbie 350–400 żołnierzy przybyły do obozu Wiesiełyj. Ataman wkrótce rozpoczął uzupełnianie swojego oddziału, dochodząc do ok. 1 tys. ludzi, dozbroił ich i domundurował, aby powrócić na Syberię w celu dalszej walki z bolszewikami. W sierpniu annienkowcy przeszli do stolicy prowincji Sinciang miasta Urumczi, a stamtąd pod Gucheng, gdzie doszło do konfliktu atamana B. W. Annienkowa z generał-gubernatorem Sinciangu, który nie otworzył Rosjanom wrót miasta, a na murach ustawił karabiny maszynowe. Władze chińskie zamierzały skierować annienkowców do Indii. Ostatecznie, pod wpływem Sowietów, ataman B. W. Annienkow został w marcu 1921 r. aresztowany przez Chińczyków i uwięziony w Urumczi. W wyniku wstawiennictwa swojego przyjaciela i b. szefa sztabu Samodzielnej Armii Siemirieczeńskiej gen. mjr. Nikołaja A. Denisowa oraz przedstawicieli Ententy w Chinach w lutym 1924 r. wypuszczono go na wolność. Ataman B. W. Annienkow wraz z gen. mjr. N. A. Denisowem i grupką wiernych żołnierzy z jego dywizji udał się w głąb Chin w rejon miasta Lanzhou, gdzie zorganizował stadninę. Odżegnał się od działalności rosyjskich organizacji antysowieckich, planując wyjechać do Kanady. Kiedy nie uzyskał zgody na wydanie wizy, wstąpił wraz z grupą wiernych mu Kozaków do rosyjskiej jednostki wojskowej w składzie chińskich wojsk gen. Zhanga Zuolina. Jednakże w kwietniu 1926 r. został wraz z gen. mjr. N. A. Denisowem schwytany przez chińskie oddziały 1 Armii Narodowej dowodzone przez marszałka Fenga Yuxianga, blisko współpracującego z Sowietami. Chińczycy przekazali ich do ZSRR, gdzie po procesie w Semipałatyńsku zostali rozstrzelani 24 sierpnia 1927 r.